# 今村学園ライセンスアカデミー
今村学園ライセンスアカデミー（いまむらがくえんライセンスアカデミー）は、鹿児島県鹿児島市新屋敷町に本部を置く専門学校。設置者は学校法人今村学園。
医療系の柔道整復トレーナー学科、食品系の製菓衛生師、調理師、栄養士などの学科がある。

## 住所
- 鹿児島県鹿児島市新屋敷町2-10（本部）
- 鹿児島県鹿児島市高麗町17-9（高麗校）

## 設置学科
- 衛生専門課程
  - 栄養士科
  - 調理師科1年コース
  - 調理師科2年コース
  - パティシエ科
- 衛生高等課程
  - 調理師科夜間コース
- 医療専門課程
  - 柔道整復トレーナー学科

## 沿革
- 1964年 - 鹿児島市泉町にていずみ調理学院を創立。
- 1965年 - 南九州初の調理師養成校の指定を厚生大臣より受ける。
- 1970年 - 鹿児島市高麗町（現高麗校）に校舎を新築移転。
- 1972年 - 全国料理技術検定指定校となる
- 1976年 - 鹿児島調理技能訓練協会の委託により鹿児島調理高等職業訓練校を設立。
- 1976年（昭和51年）3月31日 - 鹿児島県知事より専修学校として認可される[1]とともに、鹿児島調理師専門学校に改称。
- 1977年 - 衛生専門課程の指定を受ける。
- 1993年 -  調理師科2年課程認可。鹿児島調理師専門学校と改称。
- 1995年 -  栄養士科が認可される。鹿児島栄養専門学校と改称。
- 1998年 -  鹿児島栄養調理専門学校と改称。
- 2000年 -  訪問介護員養成研修事業の指定を受ける。
- 2001年 -  製菓衛生師科（現 パティシエ科）が認可される。今村学園ライセンスアカデミーと改称。鹿児島市新屋敷町に校舎を新築し、本部を移転。
- 2002年 -  柔道整復師科（現 柔道整復トレーナー学科）が認可される。